# Tatjana Donczewa
Tatjana Donczewa Totewa, bułg. Татяна Дончева Тотева (ur. 28 stycznia 1960 w miejscowości Trjawna) – bułgarska polityk i prawniczka, posłanka do Zgromadzenia Narodowego.

## Życiorys
Absolwentka prawa na Uniwersytecie Sofijskim im. św. Klemensa z Ochrydy. W latach 1985–1992 pracowała jako prokurator w obwodzie Gabrowo, później rozpoczęła praktykę w zawodzie adwokata. W latach 1997–2009 z ramienia Bułgarskiej Partii Socjalistycznej sprawowała mandat posłanki do Zgromadzenia Narodowego 38., 39. i 40. kadencji. W 2009 bez powodzenia ubiegała się o przywództwo w tym ugrupowaniu. W 2010 założyła własną organizację polityczną pod nazwą Ruch 21.
W 2016 wystartowała w wyborach prezydenckich z poparciem m.in. Narodowego Ruchu na rzecz Stabilności i Postępu, otrzymując w pierwszej turze głosowania 1,8% głosów (8. miejsce). W 2021 jej partia dołączyła do koalicji, którą zainicjowała Maja Manołowa. W wyborach z kwietnia i lipca tegoż roku Tatjana Donczewa uzyskiwała mandat deputowanej 45. oraz 46. kadencji.